# 第10戰鬥機聯隊 (大韓民國)

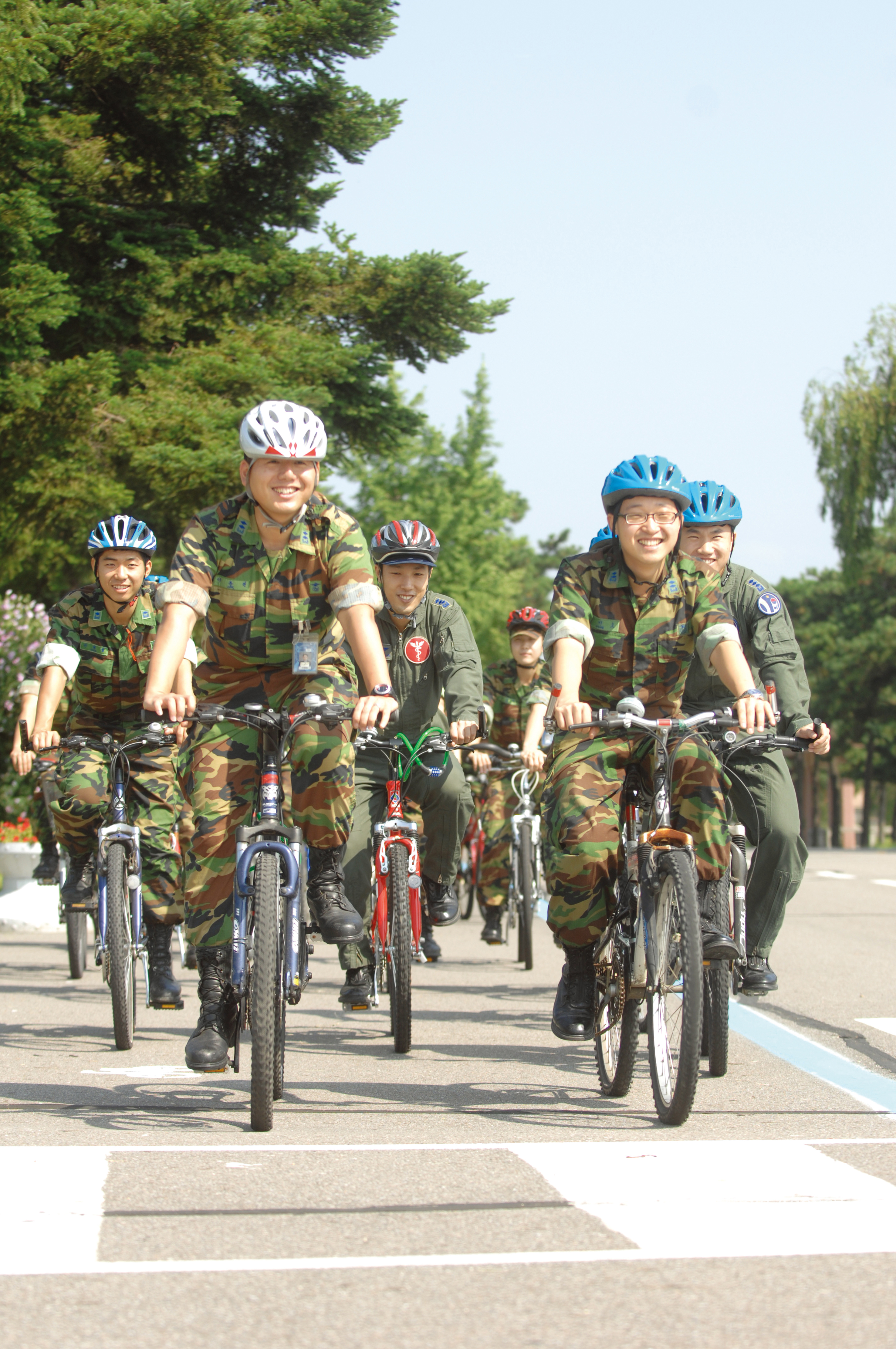
机联队照片(2009)

第10戰鬥機聯隊（韓語：제10전투비행단 (대한민국)）是韓國空軍的一個作戰聯隊，駐紮在韓國京畿道水原市水原空軍基地。

## 歷史
1953年2月15日，第10戰鬥機聯隊作為第一個戰鬥飛行中隊在江原道江陵市成立。隨後晉升為空軍作戰聯隊，並從1954年10月開始駐紮於水原空軍基地。1969年7月1日劃歸作戰司令部。31年後，移交給2010年12月23日成立的北方作戰司令部，以減輕作戰司令部的指揮負擔。

## 下屬中隊
- 第101戰鬥機中隊：KF-5E/F戰鬥機。
- 第153戰鬥機中隊：F-4E戰鬥機。
- 第201戰鬥機中隊：KF-5/F戰鬥機。